# Марк Емілій Лепід (військовий трибун)
Марк Емілій Лепід (*Marcus Aemilius Lepidus, 210 до н. е. —після 190 до н. е.) — військовий діяч Римської республіки.

## Життєпис
Походив з патрциіанського роду Еміліїв. Син Марка Емілія Лепіда, консула 187 року до н. е.
У 190 році до н. е. призначається військовим трибуном у війську Луція Корнелія Сципіона Азіатіка. На цій посаді брав участь у війні з Антіохом III Селевкидом. Командував табором під час битви при Магнезії. На чолі загону з 2 тисяч легіонерів зупинив втечу римлян і перешкодив атаці царя Антіоха. Подальша доля не відома.